# Ministerio de Defensa del Perú
El Ministerio de Defensa del Perú es el organismo representativo de las Fuerzas Armadas dentro del Consejo de Ministros del Perú que ejerce la política del estado para la defensa integral del país. Tiene sede en el edificio Quiñones en Lima.

## Creación del ministerio
El Ministerio de Defensa fue creado por la Ley N° 24654 para que entre en vigencia a partir del 1 de abril de 1987. Reunió al:
- Ministerio de Guerra
- Ministerio de Marina
- Ministerio de Aeronáutica
- Comando Conjunto de las Fuerzas Armadas
- Secretaría de Defensa Nacional
- Otras organizaciones menores.

El primer ministro de Defensa fue Enrique López-Albújar Trint (1987-1989).

## Finalidad del Ministerio de Defensa
El Ministerio de Defensa, al ser el Organismo Central del Sistema de Defensa Nacional, tiene por finalidad formular y difundir la doctrina de seguridad y defensa nacional, concebida al servicio de los peruanos, basado en el respeto a los derechos y valores esenciales de la persona y de la colectividad.

## Responsabilidades del Ministerio de Defensa
El Ministerio de Defensa es responsable en el Aspecto Administrativo de la preparación y desarrollo de los Institutos de la Fuerza Armada; de la movilización para casos de emergencia y de la supervisión y control de los Organismos Públicos Descentralizados del Sector Defensa. Asimismo, en el Aspecto Operativo es responsable del planeamiento, coordinación, preparación y conducción de las operaciones militares en el más alto nivel, a través del Comando Conjunto de las Fuerzas Armadas.

## Objetivos del Ministerio de Defensa
1. Recuperar progresivamente las capacidades operativas y los niveles de entrenamiento de las FF. AA. con orientación conjunta para cumplir con los roles del Pliego.
2. Mantener niveles de alistamiento y de capacidad de despliegue requeridos para garantizar el empleo conjunto y oportuno de las fuerzas, frente a amenazas emergentes.
3. Reestructurar y modernizar las FF. AA. y órganos componentes del Pliego
4. Participar activamente en la lucha contra el terrorismo, priorizando la creación y reactivación de bases contraterroristas.
5. Contribuir en la lucha contra el Tráfico Ilícito de Drogas.
6. Participar permanentemente en las decisiones de Estado que involucren temas de Seguridad Nacional.
7. Alcanzar un adecuado nivel de interoperabilidad entre las Instituciones Armadas.
8. Disminuir progresivamente la dependencia tecnológica con el exterior.
9. Contribuir con el fortalecimiento de la imagen del Estado en el contexto internacional.
10. Contribuir con el Gobierno en la lucha contra la pobreza.
11. Participar en la lucha contra el contrabando, de acuerdo a los requerimientos del Estado.
12. Participar en la Defensa Civil y el control y protección del medio ambiente
13. Preparar al personal y asignar medios a las FF. AA. para garantizar una participación efectiva ante el requerimiento del Estado en el control de los desbordes populares.

## Organización
- Presidente Constitucional de la República del Perú (Comandante y Líder Supremo de las FF.AA)
- Ministro de Defensa
- Viceministro de Políticas para la Defensa
- Viceministro de Recursos para la Defensa
- Secretaría General
- Presidente del Comando Conjunto de las Fuerzas Armadas
- Comandante En Jefe del Ejército
- Comandante en Jefe de la Marina
- Comandante en Jefe de la Fuerza Aérea
- Inspector general
- Auditor general
- Procurador público
- Jefe de la Oficina de Relaciones Nacionales e Internacionales
- Jefe de la Oficina de Comunicaciones y Prensa
- Jefe de la Oficina de Asesoría Jurídica
- Jefe de la Oficina de Inteligencia
- Director de Personal
- Director de Sistemas de Información
- Viceministerio de Asuntos Administrativos y Económicos
- Director de Administración
- Dirección General de Política, Estrategia y Movilización
- Director de Asuntos Internacionales e Intersectoriales
- Director de Planificación y Racionalización
- Director de Sanidad
- Secretaría del Ejército
- Secretario de Marina
- Secretario de Fuerza Aérea
- Jefe de la Oficina de Protocolo y RR PP

## Órganos adscritos al Ministerio
- Benemérita Sociedad Fundadores de la Independencia
- Centro Nacional de Estimación, Prevención y Reducción del Riesgo de Desastres (CENEPRED)
- Comisión Nacional de Investigación y Desarrollo Aeroespacial (CONIDA)
- Escuela Nacional de Marina Mercante (ENAMM)
- Instituto Geográfico Nacional (IGN)
- Servicios Industriales de la Marina (SIMA-PERÚ S.A.)
- Fábrica de Armas y Municiones del Ejército (FAME S.A.C.)
- Servicio de Mantenimiento (SEMAN PERÚ S.A.C.)
- Secretaría de Defensa Nacional
- Centro de Altos Estudios Nacionales (CAEN)
- Instituto Nacional de Defensa Civil (INDECI)

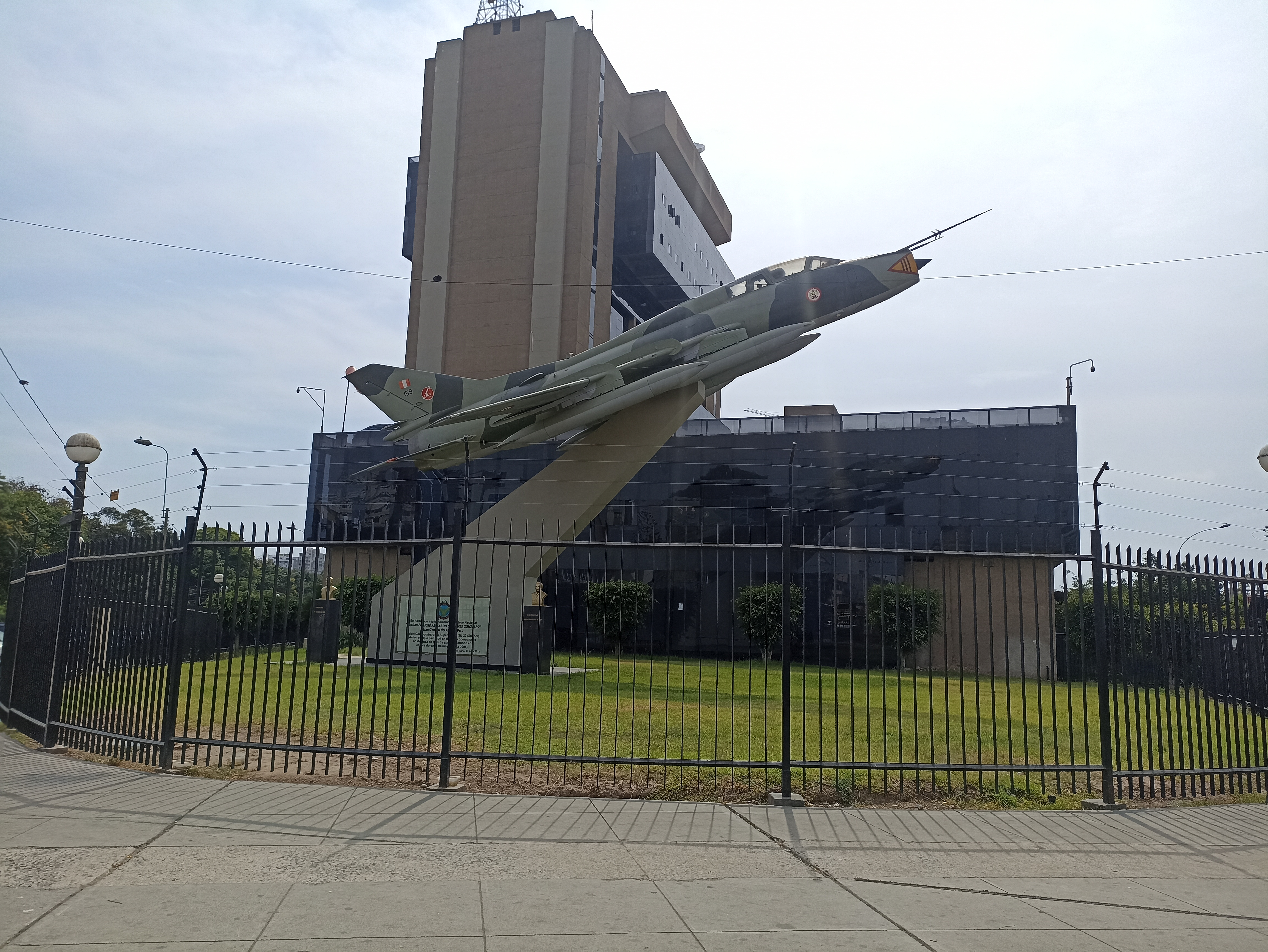
Cazabombardero Su-22
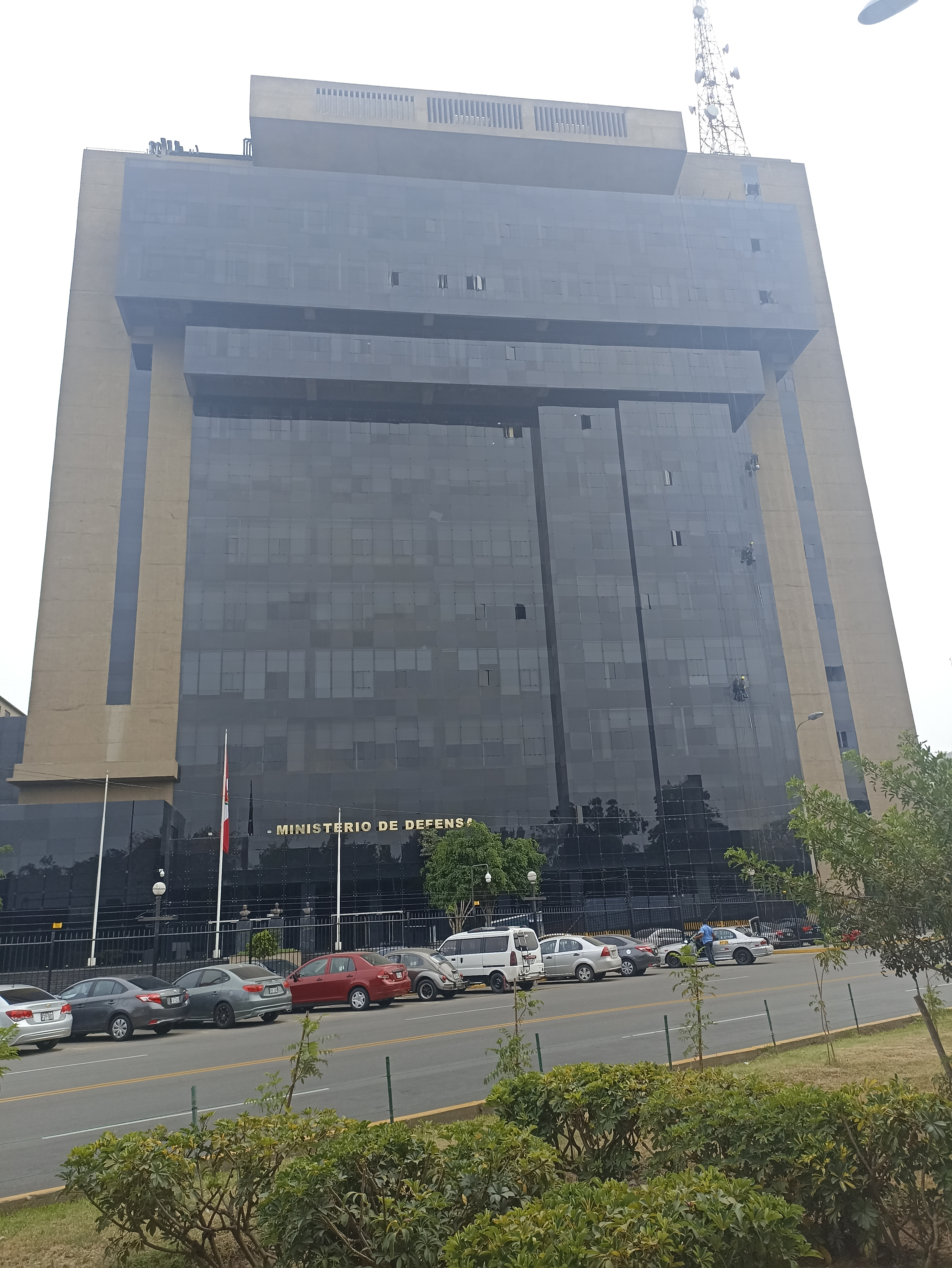
Sede del Ministerio de Defensa